# The Lone Defender
Pour plus de détails, voir Fiche technique et Distribution.
The Lone Defender est un serial américain en 12 épisodes réalisé par Richard Thorpe, sorti en 1930.

## Synopsis
Juan Valdez, un prospecteur, est assassiné par un bandit, Cactus Kid, dans le but de récupérer le plan qui mène à l'emplacement secret de sa mine d'or, plan qui est en fait caché dans sa montre à gousset. Rinty, le chien de Valdez, a vu les agresseurs, mais ceux-ci espèrent qu'il les conduira à la mine. Dolores, la fille de Valdez, a récupéré la montre de son père, et espère retrouver la mine et la faire enregistrer à son nom.
Ramon, un homme habillé à la mexicaine, se trouve souvent sur le chemin des bandits, et va aider Dolores. Il s'avérera finalement être un agent du ministère de la Justice.
liste des épisodes
1. Mystery of the Desert
2. The Fugitive
3. Jaws of Peril
4. Trapped
5. Circle of Death
6. Surrounded by the Law
7. The Ghost Speaks
8. The Brink of Destruction
9. The Avalanche
10. Fury of the Desert
11. Cornered
12. Vindicated

## Fiche technique
- Titre original : The Lone Defender
- Réalisation : Richard Thorpe
- Scénario : William P. Burt, Bennett Cohen, Harry L. Fraser
- Photographie : Ernest Miller, Benjamin H. Kline
- Son : Harvey Cunningham
- Montage : Fred Baine, Wyndham Gittens
- Production : Nat Levine
- Société de production : Mascot Pictures
- Société de distribution : Mascot Pictures
- Pays de production :  États-Unis
- Langue originale : anglais
- Format : noir et blanc — 35 mm — 1,37:1 — son Mono
- Genre : Western
- Durée totale : 217 minutes
- Date de sortie :
  - États-Unis : 5 mars 1930

## Distribution
- Rintintin : Rinty
- Walter Miller : Ramon
- June Marlowe : Dolores Valdez
- Josef Swickard : Juan Valdez
- Buzz Barton : Buzz
- Lee Shumway : Amos Harkey
- Julia Bejarano : Maria, la duègne
- Lafe McKee : Shérif Billings
- Arthur Morrison : Limpy
- Frank Lanning : Burke
- Bob Kortman : Jenkins
- Victor Metzetti : Red

## Autour du film
- Ce serial sera remonté en un long métrage, et sortira ainsi en 1934 sous le même titre The Lone Defender.